# Herbert-Krause-Park

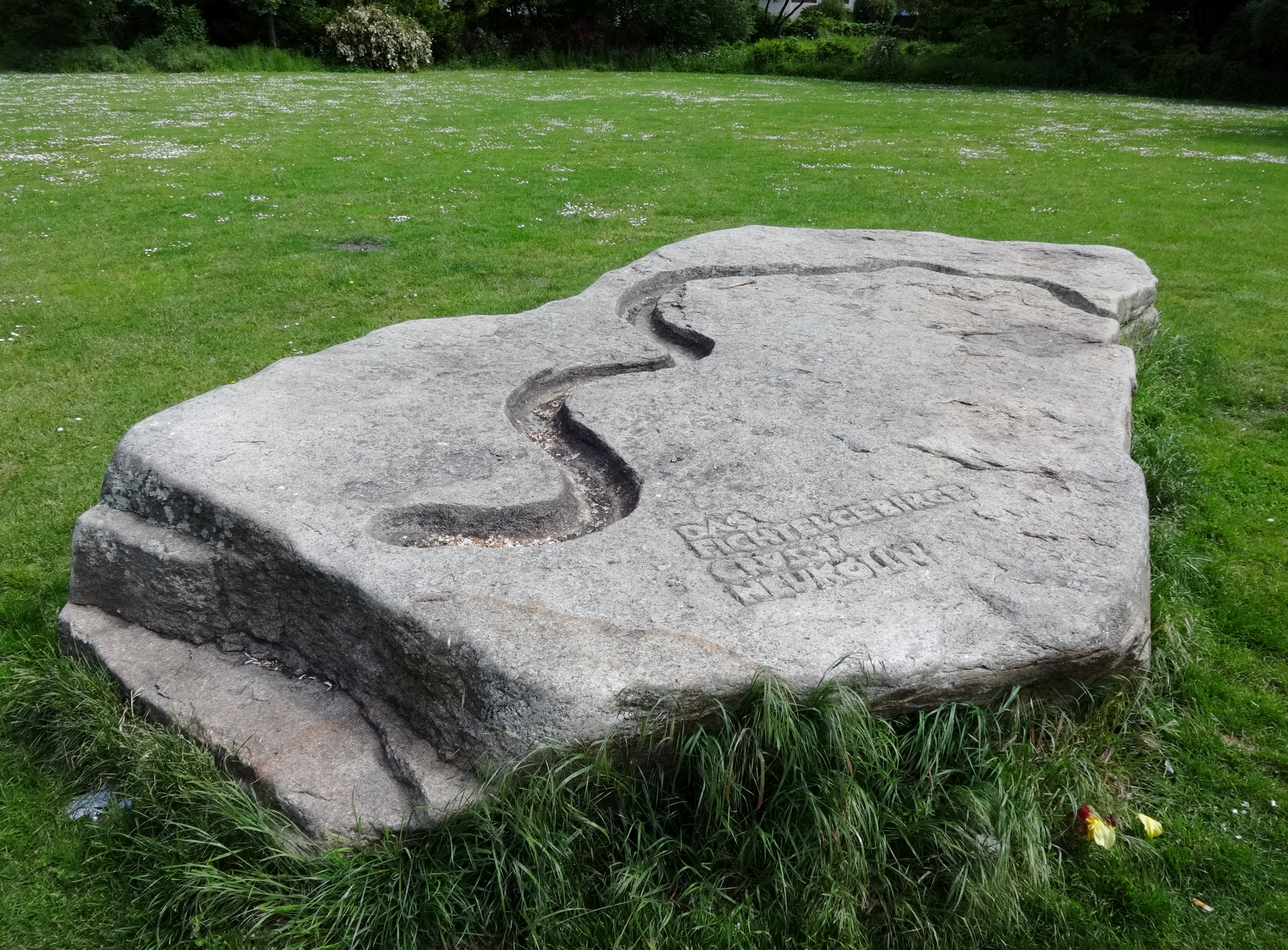
Saale-Stein

Der Herbert-Krause-Park liegt im Berliner Ortsteil Neukölln des gleichnamigen Bezirks. Er ist Bestandteil der High-Deck-Siedlung, einer Großwohnsiedlung mit rund 6.000 Bewohnern.

## Geschichte
An den Park grenzt das Ausbildungszentrum des Naturschutz- und Grünflächenamtes Neukölln (NGA) an. Dessen Auszubildende planten in einem mehrjährigen Projekt den 2002 eröffneten Park. Er ist nach Herbert Krause, dem ehemaligen Leiter des Amtes benannt.
Zentrales Element des Parks ist der „Saale-Stein“. Dabei handelt es sich um einen rund 40 Tonnen schweren Naturstein, auf dessen Oberfläche der Verlauf der Saale eingemeißelt wurde. Der Stein ist ein Geschenk der Neuköllner Gemeindepartnerschaft Hof. Der Bezirk erhielt den Stein zur Taufe des „Platzes der Stadt Hof“, der sich wenige Kilometer nordwestlich an der Karl-Marx-Straße befindet.
Die Auszubildenden pflanzten auf dem Gelände Zieräpfel, Flieder und Forsythien an. Daneben wächst die Rot- und Hainbuche, Blumeneschen sowie der Ahorn.